# Pseudanomalon gracile
Pseudanomalon gracile là một loài tò vò trong họ Ichneumonidae.